# Jaipur
Jaipur este un oraș în India.